# Georg Ferdinand Duckwitz
Georg Ferdinand Duckwitz (29. september 1904 i Bremen – 16. februar 1973 i Bremen), var en tysk diplomat, der spillede en central rolle i redningen af de danske jøder i 1943.
Duckwitz stammede fra en købmandsfamilie fra Bremen. Efter soldatertjeneste og nationaløkonomiske studier, som han ikke afsluttede, kom han i 1928 til København som repræsentant for firmaet Kaffee Hag. I 1929 var han kommet til København som forretningsmand. Han lærte sig dansk, opbyggede et bredt kontaktnet og forelskede sig i den skandinaviske-danske ”model” med dens klasseudjævnende tendens, som i Duckwitzs øjne forekom attraktiv sammenlignet med Weimarrepublikken med dens kriser og konflikter. Han var tiltrukket af Hitlers idéer og meldte sig i 1932 ind i det tyske nazist-parti, hvor han blev aktiv som partiets ansvarlige for de skandinaviske lande. Efter de interne udrensninger i partiet i 1933 blev han betænkt, og ophørte med at arbejde for det fra 1935, dog uden at udtræde af partiet.
Efter fra 1935 at have arbejdet for Hamburg-Amerika Linie i New York, kom han i 1939 til det tyske gesandtskab i København som skibsfartssagkyndig medarbejder, først udsendt af det tyske trafikministerium, siden – fra 1941 – af udenrigsministeriet. Da Werner Best var blevet rigsbefuldmægtiget i 1942, blev Duckwitz hurtigt hans fortrolige. Forud for aktionen mod de danske jøder i oktober 1943 var det ham, der formidlede Bests advarsel til Hans Hedtoft. Desuden havde han i Stockholm haft drøftelser med den svenske statsminister Per Albin Hansson om modtagelsen af jødiske flygtninge i Sverige. Duckwitz ydede således et afgørende bidrag til, at 7.000 danske jøder blev reddet fra deportation og udryddelse i tyske koncentrationslejre.
I besættelsens sidste par år blev Duckwitz en vigtig kontaktperson de danske og tyske instanser imellem, således fx under folkestrejken i København sommeren 1944, hvor han havde en stor del af æren for, at man nåede en forhandlingsløsning og undgik en tysk militæraktion mod byen. 
Duckwitz havde kontakt til de tyske kredse tilknyttet 20. juli-attentatet. Var attentatet lykkedes, skulle han have haft som opgave at afvikle besættelsen af Norge og Danmark.
Duckwitz var efter krigen Forbundsrepublikken Tysklands ambassadør i Danmark 1955 – 1958. Derefter gjorde han tjeneste som leder af afdelingen for Østeuropa i udenrigsministeriet i Bonn og afsluttede sin karriere med posten som tysk ambassadør i New Delhi, indtil han i 1965 gik på pension som embedsmand.
Da Willy Brandt i 1966 blev tysk udenrigsminister, blev Duckwitz fra 1967 hentet tilbage som statssekretær (viceminister) i udenrigsministeriet, hvor han i nogle år især beskæftigede sig med forholdet mellem Tyskland og Polen.
“Han var de danske jøders redningsmand under anden verdenskrig”
Som insider kendte han tyskernes hensigter, og kunne derfor informere den danske regering og planlægge jødernes flugt.

## Kritik af Georg Ferdinand Duckwitz
I drastisk modsætning til den overstående, noget ukritiske, gennemgang af Georg Ferdinand Duckwitz virke i Danmark, er der fremsat en række kritiske bidrag til hans andel i redningen af de danske jøder i 1943. Disse er senest opsummeret i artiklen Ich weiss, was ich zu tun habe (= Jeg ved, hvad jeg har at gøre), i 2006 publiceret i Rambam, tidsskrift for dansk jødisk historie. I artiklen vises der, hvorledes Duckwitz selv prægede sin egen heltehistorie, uden at der foreligger noget bevis for hans indsats for redningen af de danske jøder. Der dokumenteres, hvorledes Duckwitz' egne, ofte reviderede beretninger, ikke stemmer overens med oplysninger i danske myndigheders arkiver. Duckwitz' oplysninger om sin rejse til Sverige og mødet med Per Albin Hansson stemmer ikke overens med de rejseansøgninger, han skrev til de danske politi. Senest ved udgivelsen af det skelsættende værk Das Amt und Die Vergangenheit (2010), som skildrer det tyske udenrigsministeriums historie i det 20. århundrede, fremstår Duckwitz bevisligt som en af de største redningsmænd af nazister på flugt fra retsopgøret efter anden verdenskrigs afslutning.

## George Ferdinand Duckwitz' medlemskab af NSDAP
I 1999 betegnede historikeren Hans Kirchhoff Duckwitz som "antinazist". I dag foreligger der oplysninger om ham i Bundesarchiv i Berlin, som tidligere befandt sig i DDRs arkiver, som viser at han var indehaver af medlemskort i det tyske nazist-parti (NSDAP) fra 1932 til 1943, og altid betalte sit partikontingent til tiden. Duckwitz arbejdede for raceideologen og antisemitten Alfred Rosenberg i det tyske udenrigsministerium fra 1933-35. Sådan som Duckwitz nazi-tilhørsforhold er blevet forsøgt nedtonet, har Hans Kirchhoff også defineret hans kone, Annemarie, som en ivrig schweizisk antinazist. Hans Kirchhoff undersøgte aldrig Duckwitz-parrets udlændingesag i Rigspolitiets arkiv i Rigsarkivet. Her fremkommer der, i deres ansøgning i 1948 om fritagelse fra konfiskation af sin ejendom sendt til "Dispensationsnævnet vedr. Tysk og Japansk Ejendom", at Annemarie var medlem af NS-Frauenschaft, partiets kvindeforbund. I ansøgningen om fritagelse fra ejendomskonfiskationen oplyser parret og deres danske fortalere, intet om Duckwitz' heltemodige redning af danske jøder i 1943.

## Attentatet mod Hitler den 20. juli 1944
Ingen beviser foreligger for Duckwitz' nære kontakter til de kredsene tilknyttet 20. juli-attentatet. I sin sirligt skrevne krigsdagbog, som næppe kan være andet en rekonstruktion fra efterkrigstiden, skriver Duckwitz, som om han indfører oplysningen den samme dag, at attentatet på Hitler fandt sted den 19. juli 1944. Det politiske arkiv i Auswärtiges Amt i Bonn og senere Berlin, forhindrede frem til 2005, at krigsdagbogen blev gjort tilgængelig for andre end den danske historiker Hans Kirchhoff. Kirchhoff valgte ikke inden en bebudet bog om Duckwitz i 2013 , at fortælle om attentatet den 20. juli 1944, som Duckwitz havde viden om dagen før. Derimod kan man ud fra Duckwitz' lommebøger, som andre historikere end Kirchhoff også blev forhindret i at undersøge, læse, at Duckwitz var i venskabsforbindelse med ledende nazister i Berlin, samt dømte tyske spioner i Danmark, heriblandt Horst von Pflugk-Harttung som i 1919 deltog i mordene på Rosa Luxemburg og Karl Liebknecht.

## Duckwitz og Eichmann
I 1949 besøgte Duckwitz København. Først da var det ved at blive alment kendt, at han skulle have spillet en central rolle i redningen af de danske jøder. I bladet Jødisk Samfund i 1949 skrev han, at Adolf Eichmann, der var involveret i jødeaktionen 1943, skulle have skudt sig efter krigen. En embedsmand i det tyske udenrigsministerium burde i 1949 vide bedre, for Eichmann var eftersøgt, efter to gange at være sluppet væk fra amerikanske interneringslejre i 1945 og 1946. Under international opmærksomhed forsøgte fru Eichmann i 1947 ved en tysk domstol at få Adolf Eichmann erklæret for død, men det lykkedes Simon Wiesenthal i retten at påvise, at hun løj. Det, som fik Duckwitz til at lyve om Eichmanns situation i Jødisk Samfund i 1949, var nok angsten for, at Eichmann kunne fortælle om Werner Bests rolle i jødeaktionen. Eichmann kunne skade Werner Bests historie og dermed karrierediplomaten Georg Ferdinand Duckwitz, som garanterede for Best under rettergangen mod ham i Danmark, og forsøgte her at nedtone Bests rolle i jødeaktionen.